# Kemboi Asbel Kiprop
Kemboi Asbel Kiprop (* 5. Februar 1998) ist ein kenianischer Leichtathlet, der sich auf den Hochsprung spezialisiert hat. 2024 wurde er in Douala Vizeafrikameister in dieser Disziplin.

## Sportliche Laufbahn
Erste internationale Erfahrungen sammelte Kemboi Asbel Kiprop im Jahr 2022, als er bei den Afrikameisterschaften in Port Louis mit übersprungenen 2,00 m den neunten Platz belegte. 2024 gelangte er bei den Afrikaspielen in Accra mit 2,00 m auf Rang 13 und im Juni gewann er bei den Afrikameisterschaften in Douala mit 2,15 m die Silbermedaille hinter dem Südafrikaner Brian Raats.
In den Jahren von 2022 bis 2024 wurde Kiprop kenianischer Meister im Hochsprung.